# Brunnistock
Der Brunnistock ist ein 2952 m ü. M. hoher Berg in den Urner Alpen in der Schweiz.

## Geographie
Der Berg liegt im Kanton Uri auf der Grenze der Gemeinden Attinghausen und Isenthal und ist deren beider höchster Punkt. Zusammen mit dem Blackenstock bildet er den Talabschluss des Isentals.
Ungefähr 2 km nordwestlich ist ihm der fast gleich hohe Uri Rotstock vorgelagert. In der Westflanke des Brunnistocks befindet sich der Blüemlisalpfirn. Unmittelbar nordöstlich des Brunnistocks befindet sich das Gitschenhöreli (2906 m ü. M.), welches als Vorgipfel des Brunnistocks bezeichnet werden kann, während das Terrain gegen Süden über steile Felswände mehrere hundert Meter zum Surenenpass abfällt.

## Alpinismus
Der Brunnistock kann vom Isental her über eine Hochtour (L) über den Blüemlisalpfirn bestiegen werden.